# Spizin de Cocos
Pinaroloxias inornata
Genre
Espèce
Statut de conservation UICN

 LC D2 : Préoccupation mineure
Le Spizin de Cocos (Pinaroloxias inornata) est une espèce de passereaux de la famille des Thraupidae. C'est l'unique espèce du genre Pinaroloxias.

## Répartition

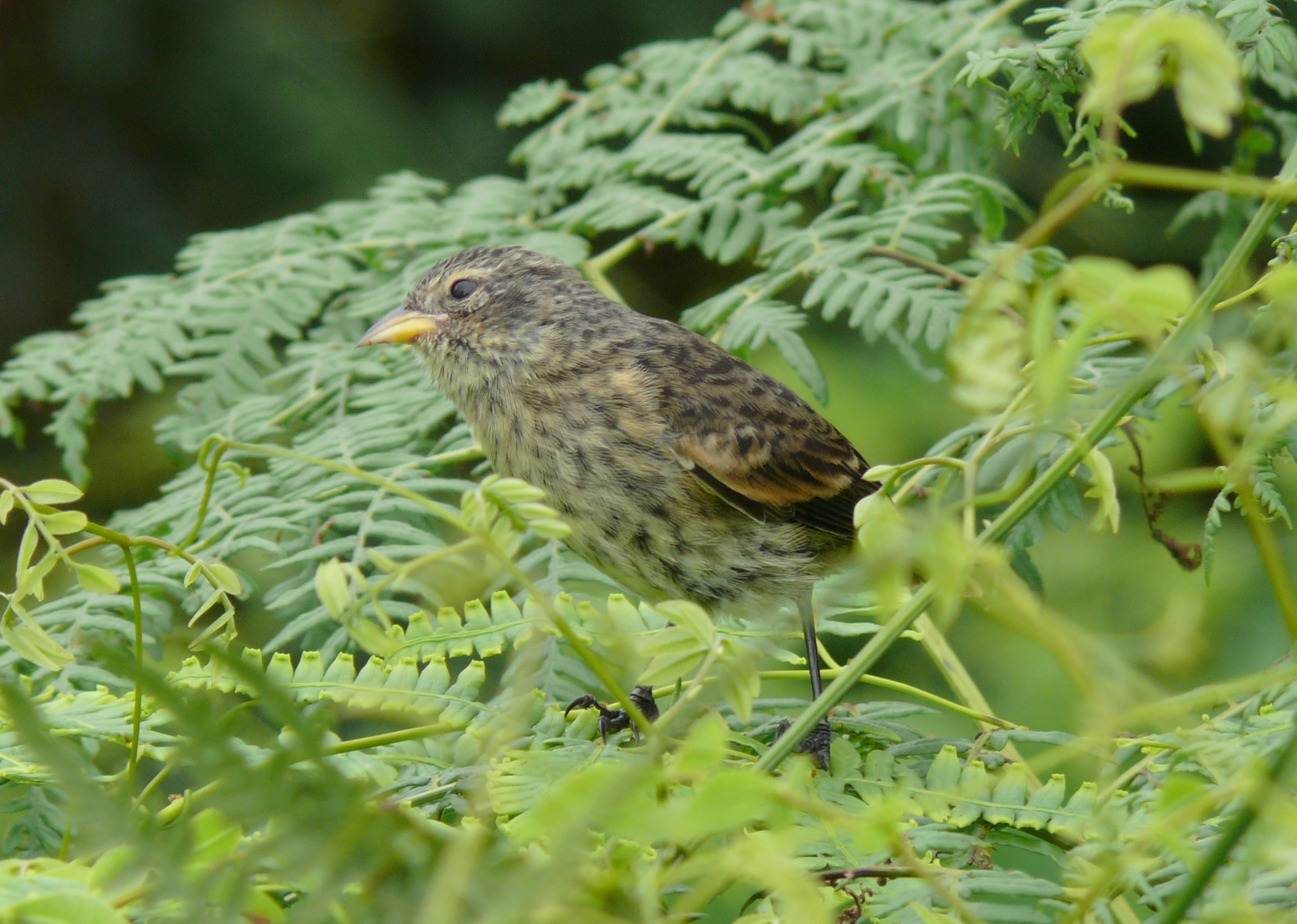
Une femelle.

Cet oiseau est endémique de l'île Cocos au Costa Rica.